# インテント
インテント（Intent、1948年 - 1968年）は、アメリカ合衆国のサラブレッドの競走馬、種牡馬。現役中は西海岸の競馬場で活躍し、また種牡馬としてインテンショナリーを出した。

## 経歴
- 特記がない限り、競走はすべてダートコース。また当時はグレード制未導入。

ケンタッキー州にある、ハリー・Z・アイザックスの持つブルックフィールド牧場で生まれたサラブレッドの牡馬である。馬主のアイザックスは持ち馬に「I」から始まる名前を常につけており、同馬にも「Intent」という名が与えられた。
インテントはW・ハーシュ調教師のもとで競走生活を送り、成長は遅かったものの、西海岸に主戦場を移した4歳時1952年に全盛期を迎えた。特に長距離の競走に強く、14ハロンのサンフアンカピストラーノハンデキャップなどで勝ち鞍を挙げた。当時の西海岸最大の競走であったサンタアニタハンデキャップでも1位入線したものの、降着により2着となっている。これは同競走初の降着でもあった。
競走馬引退後の1954年からメリーランド州で繋養され、種牡馬として活動する際にブルックフィールド牧場に移された。しかし、西海岸よりニューヨークでの活躍を重視するケンタッキー州の生産者からはあまり良い目で見られず、1968年に死亡するまでに出した産駒は205頭と多くなかった。アメリカジョッキークラブの調べによれば、産駒205頭のうち119頭が勝ち上がり、11頭がステークス競走で勝ったという。
代表産駒にマイラーとして活躍した1956年生のインテンショナリーがいる。インテンショナリーは種牡馬としても成功し、インテントの血統を後世に伝えていった。

## 血統表
| インテントの血統                | インテントの血統                             | インテントの血統                             | （血統表の出典）                             | （血統表の出典） |
| 父系                            | マンノウォー系                               | マンノウォー系                               | マンノウォー系                               | [ § 2 ]          |
| 父 War Relic アメリカ 栗毛 1938 | 父の父Man o' War アメリカ 栗毛 1917          | Fair Play                                    | Hastings                                     | Hastings         |
| 父 War Relic アメリカ 栗毛 1938 | 父の父Man o' War アメリカ 栗毛 1917          | Fair Play                                    | Fairy Gold                                   |                  |
| 父 War Relic アメリカ 栗毛 1938 | 父の父Man o' War アメリカ 栗毛 1917          | Mahubah                                      | Rock Sand                                    | Rock Sand        |
| 父 War Relic アメリカ 栗毛 1938 | 父の父Man o' War アメリカ 栗毛 1917          | Mahubah                                      | Merry Token                                  |                  |
| 父 War Relic アメリカ 栗毛 1938 | 父の母Friar's Carse アメリカ 栗毛 1923       | Friar Rock                                   | Rock Sand                                    | Rock Sand        |
| 父 War Relic アメリカ 栗毛 1938 | 父の母Friar's Carse アメリカ 栗毛 1923       | Friar Rock                                   | Fairy Gold                                   |                  |
| 父 War Relic アメリカ 栗毛 1938 | 父の母Friar's Carse アメリカ 栗毛 1923       | Problem                                      | Superman                                     | Superman         |
| 父 War Relic アメリカ 栗毛 1938 | 父の母Friar's Carse アメリカ 栗毛 1923       | Problem                                      | Query                                        |                  |
| 母 Liz F. アメリカ 栗毛 1933    | 母の父Bubbling Over アメリカ 栗毛 1923       | North Star                                   | Sunstar                                      | Sunstar          |
| 母 Liz F. アメリカ 栗毛 1933    | 母の父Bubbling Over アメリカ 栗毛 1923       | North Star                                   | Angelic                                      |                  |
| 母 Liz F. アメリカ 栗毛 1933    | 母の父Bubbling Over アメリカ 栗毛 1923       | Beaming Beauty                               | Sweep                                        | Sweep            |
| 母 Liz F. アメリカ 栗毛 1933    | 母の父Bubbling Over アメリカ 栗毛 1923       | Beaming Beauty                               | Bellisario                                   |                  |
| 母 Liz F. アメリカ 栗毛 1933    | 母の母Weno アメリカ 青毛 1922                | Whisk Broom                                  | Broomstick                                   | Broomstick       |
| 母 Liz F. アメリカ 栗毛 1933    | 母の母Weno アメリカ 青毛 1922                | Whisk Broom                                  | Audience                                     |                  |
| 母 Liz F. アメリカ 栗毛 1933    | 母の母Weno アメリカ 青毛 1922                | Rosie o'Grady                                | Hamburg                                      | Hamburg          |
| 母 Liz F. アメリカ 栗毛 1933    | 母の母Weno アメリカ 青毛 1922                | Rosie o'Grady                                | Cherokee Rose                                |                  |
| 母系(F-No.)                     | (FN:8-c)                                     | (FN:8-c)                                     | (FN:8-c)                                     | [ § 3 ]          |
| 5代内の近親交配                 | Rock Sand 4x4, Fairy Gold 4x4, Ben Brush 5x5 | Rock Sand 4x4, Fairy Gold 4x4, Ben Brush 5x5 | Rock Sand 4x4, Fairy Gold 4x4, Ben Brush 5x5 | [ § 4 ]          |
| 出典                            | 1. 2. 3. 4.                                  | 1. 2. 3. 4.                                  | 1. 2. 3. 4.                                  | 1. 2. 3. 4.      |

- 近親はベルローズ_(競走馬)#ロジーオグラディ系_2を参照。